# R. City
R. City oder Rock City ist ein US-amerikanisches R&B-Duo von den Amerikanischen Jungferninseln. Bekannt wurden sie als Songwriter und 2015 durch ihren internationalen Hit Locked Away.

## Bandgeschichte
Die beiden Brüder Theron und Timothy Thomas von der Insel Saint Thomas waren in ihrer Jugend schon als Musiker als 2-Ekwip in ihrer Heimat erfolgreich. In den frühen 2000ern suchten sie den Weg ins US-Musikgeschäft. Sie gaben sich den Namen Rock City, eine Bezeichnung für ihre Heimatinsel Saint Thomas, und gingen nach Atlanta und dann nach Miami, wo sie von Akon als Songwriter entdeckt wurden. Er nahm sie bei seinem Label Kon Live unter Vertrag und ihr Lied The Rain wurde in das Album Konvicted aufgenommen. Später schrieben sie mit Oh Africa einen kleineren internationalen Hit für Akon. Noch erfolgreicher war ihre Arbeit für andere Künstler des Labels. So schrieben sie den internationalen Top-Ten-Hit When I Grow Up für die Pussycat Dolls und waren am Nummer-eins-Hit Replay von Iyaz beteiligt. Weitere bekannte Interpreten, für die sie Songs schrieben, waren Sean Kingston, Mario, Flo Rida, Janet Jackson und Leona Lewis.
Ihre erste eigene Veröffentlichung hatten die Brüder mit dem Song Losin’ It, der es 2008 gerade so in die US-R&B-Charts schaffte. Sie arbeiteten mit nationalen und internationalen Musikern zusammen wie dem US-Amerikaner R. Kelly, dem Franzosen Booba und dem Neuseeländer Savage, der mit dem gemeinsamen Song Hot Like Fire einen kleineren Charthit in seiner Heimat hatte. Sie veröffentlichten auch eine ganze Serie von Mixtapes, das geplante Debütalbum Wake the Neighbors wurde aber vom Label nicht veröffentlicht.
Deshalb verließen die beiden Musiker Kon Live und gründeten 2011 ein eigenes Label unter dem Namen Rebelution Records. Eine Zeitlang veröffentlichten sie unter dem Namen Planet VI, bevor sie sich in R. City umbenannten. Mit eigenen Veröffentlichungen hatten sie jedoch weiterhin wenig Erfolg. Dafür schrieben sie weiter Hits unter anderem für Rihanna und Kelly Rowland und für Miley Cyrus den Nummer-eins-Hit We Can’t Stop. Ab 2013 waren sie auch als Produzenten für Ciara, Nelly und andere tätig.
Ihren zweiten Anlauf auf eine eigene Albumveröffentlichung unternahmen R. City dann 2015. Produzent und Songwriter Lukasz Gottwald hatte sie bei seinem Label Kemosabe Records unter Vertrag genommen. Sie stellten noch im selben Jahr das Album What Dreams Are Made Of fertig. Vorab erschien im August die Single Locked Away mit dem Maroon-5-Sänger Adam Levine als Gastsänger. Das Lied wurde ein internationaler Hit und erreichte in Nordamerika und Australien die Top Ten der nationalen Charts. Das Lied weist Ähnlichkeiten mit dem Nummer-eins-Hit Do That to Me One More Time von Captain & Tennille auf, weshalb Toni Tennille auch als Co-Autorin genannt ist.

## Mitglieder
- Theron Makiel Thomas
- Timothy Jamahli Thomas

## Diskografie
Alben
- 2015: What Dreams Are Made Of

Singles
- 2008: Losin’ It
- 2014: I’m That … (feat. 2 Chainz)
- 2015: Locked Away (feat. Adam Levine)
- 2015: Like This
- 2015: Make Up (feat. Chloe Angelides)
- 2017: Under Your Skin (mit SeeB)

Gastbeiträge
- 2008: King (Booba feat. Rock City)
- 2009: Hot Like Fire (Savage feat. Rock City)
- 2009: Crazy Night (R. Kelly feat. R. City)
- 2012: Runnin’ (MGK feat. Planet VI)
- 2013: V.I.O.G.’s (Paebak feat. Planet VI)
- 2013: Pledge of Allegiance (DJ Drama feat. Wiz Khalifa, Planet VI & B.o.B)
- 2015: For Everybody (Juicy J feat. Wiz Khalifa & R. City)
- 2016: Don’t You Need Somebody (RedOne feat. Enrique Iglesias, Serayah & Shaggy)
- 2018: Jennie (Felix Jaehn feat. Bori & R. City)

Autorenbeteiligungen
(aufgeführt sind Lieder mit Chartplatzierungen, an denen Theron und Timothy Thomas als Songschreiber beteiligt waren)
- 2008: Take You There (Sean Kingston)
- 2008: Misses Glass (Leona Lewis)
- 2008: If This Isn’t Love (Jennifer Hudson)
- 2008: When I Grow Up (The Pussycat Dolls)
- 2009: Replay (Iyaz)
- 2010: Oh Africa (Akon feat. Keri Hilson)
- 2011: Man Down (Rihanna)
- 2012: Pour It Up (Rihanna)
- 2013: Kisses Down Low (Kelly Rowland)
- 2013: I’m Out (Ciara feat. Nicki Minaj)
- 2013: Pretty Brown Eyes (Cody Simpson)
- 2013: 23 (Mike Will Made It feat. Miley Cyrus, Wiz Khalifa & Juicy J)
- 2013: We Can’t Stop (Miley Cyrus)
- 2013: Someone Else (Miley Cyrus)
- 2014: I Won (Future feat. Kanye West)
- 2014: I Don’t Mind (Usher feat. Juicy J)
- 2014: Shower (Becky G)
- 2014: Can’t Stop Dancin’ (Becky G)
- 2014: L. A. Love (La La) (Fergie)
- 2014: Only (Nicki Minaj feat. Drake, Lil Wayne & Chris Brown)
- 2015: Lighthouse (G.R.L.)
- 2015: I Bet (Ciara)
- 2015: Love Me Badder (Elliphant)
- 2015: The Night Is Still Young (Nicki Minaj)
- 2015: Dance Like We’re Makin’ Love (Ciara)
- 2016: Ain’t Your Mama (Jennifer Lopez)
- 2016: No Limit (Usher)

## Auszeichnungen für Musikverkäufe
| Goldene Schallplatte - Neuseeland - 2023: für das Album What Dreams Are Made Of - Südafrika - 2016: für die Single Locked Away Platin-Schallplatte - Belgien - 2016: für die Single Locked Away - Norwegen - 2015: für die Single Locked Away 2× Platin-Schallplatte - Dänemark - 2022: für die Single Locked Away - Kanada - 2015: für die Single Locked Away - Neuseeland - 2016: für die Single Locked Away - Spanien - 2024: für die Single Locked Away | 3× Platin-Schallplatte - Australien - 2016: für die Single Locked Away - Mexiko - 2019: für die Single Locked Away - Schweden - 2016: für die Single Locked Away - 2017: für die Single Don’t You Need Somebody 4× Platin-Schallplatte - Italien - 2019: für die Single Locked Away - Polen - 2017: für die Single Locked Away |

Anmerkung: Auszeichnungen in Ländern aus den Charttabellen bzw. Chartboxen sind in ebendiesen zu finden.
| Land/RegionAuszeichnungen für Musikverkäufe (Land/Region, Auszeichnungen, Verkäufe, Quellen) | Gold     | Platin       | Verkäufe  | Quellen              |
| -------------------------------------------------------------------------------------------- | -------- | ------------ | --------- | -------------------- |
| Australien (ARIA)                                                                            | —        | 3× Platin3   | 210.000   | aria.com.au          |
| Belgien (BRMA)                                                                               | —        | Platin1      | 30.000    | ultratop.be          |
| Dänemark (IFPI)                                                                              | —        | 2× Platin2   | 180.000   | ifpi.dk              |
| Deutschland (BVMI)                                                                           | Gold1    | Platin1      | 600.000   | musikindustrie.de    |
| Italien (FIMI)                                                                               | —        | 4× Platin4   | 200.000   | fimi.it              |
| Kanada (MC)                                                                                  | —        | 2× Platin2   | 160.000   | musiccanada.com      |
| Mexiko (AMPROFON)                                                                            | —        | 3× Platin3   | 180.000   | Einzelnachweise      |
| Neuseeland (RMNZ)                                                                            | Gold1    | 2× Platin2   | 37.500    | radioscope.co.nz NZ2 |
| Norwegen (IFPI)                                                                              | —        | Platin1      | 40.000    | ifpi.no              |
| Österreich (IFPI)                                                                            | Gold1    | Platin1      | 45.000    | ifpi.at              |
| Polen (ZPAV)                                                                                 | —        | 4× Platin4   | 80.000    | olis.pl              |
| Schweden (IFPI)                                                                              | —        | 6× Platin6   | 240.000   | sverigetopplistan.se |
| Schweiz (IFPI)                                                                               | Gold1    | —            | 10.000    | hitparade.ch         |
| Spanien (Promusicae)                                                                         | —        | 2× Platin2   | 120.000   | elportaldemusica.es  |
| Südafrika (RISA)                                                                             | Gold1    | —            | 10.000    | Einzelnachweise      |
| Vereinigte Staaten (RIAA)                                                                    | —        | Platin1      | 1.000.000 | riaa.com             |
| Vereinigtes Königreich (BPI)                                                                 | —        | Platin1      | 600.000   | bpi.co.uk            |
| Insgesamt                                                                                    | 5× Gold5 | 34× Platin34 |           |                      |